# داني باكر
داني باكر (بالهولندية: Danny Bakker)‏ (25 يناير 1995 أمستلفين هولندا - ) هو لاعب كرة قدم هولندي يلعب كلاعب وسط.

## روابط خارجية
- داني باكر على موقع قاعدة بيانات كرة القدم.إي يو (الإنجليزية)
- داني باكر على موقع Soccerway.com (الإنجليزية)